# Stazione di Lerino
Stazione di Lerino vasútállomás Olaszországban, Veneto régióban, Torri di Quartesolo településen.

## Vasútvonalak
Az állomást az alábbi vasútvonalak érintik:
- Milánó–Velence-vasútvonal

## Kapcsolódó állomások
A vasútállomáshoz az alábbi állomások vannak a legközelebb: 
- Stazione di Vicenza
- Stazione di Grisignano di Zocco